# Eurhynchium acanthophyllum
Eurhynchium acanthophyllum là một loài Rêu trong họ Brachytheciaceae. Loài này được (Mont.) Dusén ex Thér. mô tả khoa học đầu tiên năm 1934.